# گلوریا رومرو
گلوریا رومرو (انگلیسی: Gloria Romero; ۱۶ دسامبر ۱۹۳۳ – ۲۵ ژانویهٔ ۲۰۲۵) بازیگر اهل فیلیپین بود. وی بین سال‌های ۱۹۴۹ تا ۲۰۲۵ میلادی فعالیت می‌کرد.